# Marcos Antônio da Silva Gonçalves
Marcos Antônio da Silva Gonçalves, meglio noto come Marquinhos (Prado, 17 ottobre 1989), è un calciatore brasiliano, attaccante o ala svincolato.

## Carriera
Nel 2008 è stato scoperto nelle giovanili del Vitória e ha fatto il suo esordio nel Campionato Baiano.

## Palmarès

### Competizioni statali
- Campionato Baiano: 1

Vitória: 2008
- Campionato Carioca: 1

Flamengo: 2011

### Competizioni nazionali
- Campionato brasiliano: 1

Cruzeiro: 2014